# Salzhausen
Salzhausen es un municipio situado en el distrito de Harburgo, en el estado federado de Baja Sajonia (Alemania), a una altitud de 27 metros. Su población a finales de 2016 era de unos 4800 habitantes y su densidad poblacional, 140 hab/km².
Se encuentra ubicado al sur de la ciudad de Hamburgo. Está conformado por los distritos de Salzhausen, Luhmühlen, Oelstorf y Putensen.